# Hugh Falconer
Hugh Falconer, miembro de la Royal Society y doctor (29 de febrero de 1808-31 de julio de 1865), fue un distinguido geólogo británico, además de botánico, paleontólogo y paleoantropólogo. Estudió la flora, la fauna y la geología de la India, Assam y Birmania, e hizo el primer descubrimiento de la moderna teoría evolutiva del equilibrio puntuado. También puede haber sido la primera persona en descubrir un fósil simio.
En 1826 Hugh Falconer se graduó en la Universidad de Aberdeen, donde estudió historia natural. Después estudió medicina en la Universidad de Edimburgo, obteniendo el grado de MD en 1829. Durante este período asistieron botánicos de la clase del profesor R. Graham (1786-1845), y las relativas a la geología por el profesor Robert Jameson, el maestro de Charles Darwin.
Falconer se convirtió en un asistente de cirujano en Bengala en un establecimiento de la British East India Company en 1830. A su llegada a Bengala hizo un examen de los fósiles de huesos de Ava, su descripción de los fósiles, publicado poco después, le dio una posición reconocida entre los científicos de la India. A principios de 1831 fue publicado por el ejército en la estación de Meerut, India, en el norte de las provincias occidentales.

## Obra
- Falconer, H; Proby T. Cautley, Fauna Antiqua Sivalensis, being the Fossil Zoology of the Sewalik Hills, in the North of India, Part I, Proboscidea, Londres (1846), con una serie de 107 planchas × G. H. Ford que aparecen entre 1846 y 1849
- Palæontological memoirs and notes of the late Hugh Falconer, editada, con un resumen biográfico, × Charles Murchison, M.D., 2 vols. Londres, R. Hardwicke (1868). OCLC: 2847098
- Hugh Falconer, Darwin Correspondence Project: bibliografía extendida
- Obra de Falconer documentada en Royal Society: Catalogue of Scientific Papers, vol. ii (1968)

## Honores

### Eponimia
Géneros
- (Euphorbiaceae) Falconeria Royle[2]

- (Scrophulariaceae) Falconeria Hook.f.[3]

Especies animales
- (Bovidae) Capra falconeri Johann Andreas Wagner

Especies vegetales (97)
- (Asteraceae) Doronicum falconeri C.B.Clarke ex Hook.f.[4]

- (Poaceae) Drepanostachyum falconeri (Hook.f. ex Munro) J.J.N.Campb. ex D.C.McClint.[5]

- (Violaceae) Viola falconeri Hook.f. & Thomson[6]
- La abreviatura «Falc.» se emplea para indicar a Hugh Falconer como autoridad en la descripción y clasificación científica de los vegetales.[7]

## Literatura
- Patrick J. Boylan, The Falconer papers, Forres, Leicester: Leicestershire Museums, Art Galleries and Records Service 1977
- Grace, Lady Prestwich, Essays descriptive and biographical, Edinburgh and London, William Blackwood 1901
- Charles T. Gaudin, "Modifications apportées par M. Falconer à la faune du Val d'Arno", Bull. des Séances de la Société Vaudoise des Sciences Naturelles 6: 130-1 1859
- Patrick J. Boylan, "The controversy of the Moulin-Quignon jaw: the role of Hugh Falconer," in Images of the Earth: Essays in the History of the Environmental Sci. Ludmilla J. Jordanova and Roy S. Porter, eds., Chalfont St. Giles, Bucks., British Soc. for the History of Science. 1979 ISBN 0-906450-00-4
- Leonard G. Wilson, "Brixham Cave and Sir Charles Lyell's . . . the Antiquity of man: the roots of Hugh Falconer's attack on Lyell," Archives of Natural History 23: 79-97 1996
- Kenneth A. R. Kennedy and Russell L. Ciochon, "A canine tooth from the Siwaliks: first recorded discovery of a fossil ape?" J. of Human Evolution 14 (3) 1999 ISSN 0393-9375 (impreso) 1824-310X (Online)
- Anne O'Connor, "Hugh Falconer, Joseph Prestwich and the Gower caves", Studies in Speliology 14: 75 - 79 2006